# 대장 부리바 (1962년 영화)
《대장 부리바》(Taras Bulba)는 미국에서 제작된 J. 리 톰슨 감독의 1962년 전쟁, 액션, 모험, 드라마, 멜로/로맨스 영화이다. 니콜라이 고골의 소설 《타라스 불바》에 어느 정도 기반을 둔다. 토니 커티스 등이 주연으로 출연하였고 해롤드 헤츠 등이 제작에 참여하였다.

## 출연

### 주연
- 토니 커티스
- 율 브린너

### 조연
- 샘 워너메이커
- 브래드 덱스터
- 가이 롤프
- 페리 로페즈
- 조지 매크리디

## 기타
- 원작자: 니콜라이 고골
- 의상: 노마 코치
- Ass-PD: 샌디 화이트로